# Fortificazioni della Lavra
Le fortificazioni della Lavra (in ucraino: Лаврські фортифікаційні споруди, Lavrs'ki fortyfikacijni sporudy; in russo: Лаврские фортификационные укрепления, Lavrskie fortifikacionnye ukreplenija) sono un sistema di muri, torri e altre costruzioni difensive costruite per la protezione dagli attacchi esterni del Monastero delle Grotte sito in Kiev, la capitale dell'Ucraina.
Questo sistema di fortificazioni fu eretto in pietra per ordine dell'atamano cosacco Ivan Mazeppa, che finanziò la sua costruzione al culmine della Grande guerra del Nord. Le mura, negli scopi dell'atamano, avrebbero dovuto difendere il monastero in caso di attacco svedese o russo. 
Le fortificazioni consistono in un totale di quattro torri: 
- la Torre di Sud-Ovest, anche chiamata la torre di Ivan Kušnik, dal nome della chiesa che i monaci avrebbero voluto costruire al suo posto ma che in realtà non fu mai realizzata;
- la Torre Meridionale, o l'Horlogium, poiché nel 1818 su di essa fu installato un orologio;
- la Torre Settentrionale, anche detta Torre della Pittura poiché un tempo ospitava un laboratorio di pittura delle icone;
- e la Torre Orientale, contenente la chiesa di Sant'Onofrio e anche chiamata la Torre delle Camere, poiché qui una volta erano disposti gli alloggi privati di Hetman Mazepa.

Vicino alla Torre Settentrionale c'è la Torre dell'Acqua che non fa tuttavia parte del sistema di fortificazioni. Quest'ultima fu disegnata dall'architetto V. Syčugov e fu realizzata nel 1879 per assicurare al monastero un rifornimento costante di acqua potabile.

## Fonti
- Malikenaite, Ruta, Touring Kyiv, Baltia Druk, 2003, ISBN 966-96041-3-3.